# Bisbat de São Raimundo Nonato
El bisbat de São Raimundo Nonato (portuguès:  Diocese de São Raimundo Nonato; llatí:  Dioecesis Raymundiana) era una seu de l'Església catòlica al Brasil, que pertany a la regió eclesiàstica Nord-est 4, sufragània de l'arquebisbat de Teresina. Al 2017 tenia 208.000 batejats d'un total de 187.800 habitants. Actualment està regida pel bisbe Eduardo Zielski.

## Territori
La diòcesi comprèn els següents municipis de l'estat brasiler de Pará, travessada pel riu Piauí: São Raimundo Nonato, Anísio de Abreu, Bonfim do Piauí, Brejo do Piauí, Campo Alegre do Fidalgo, Canto do Buriti, Capitão Gervásio Oliveira, Caracol, Coronel José Dias, Dirceu Arcoverde, Dom Inocêncio, Fartura do Piauí, Guaribas, João Costa, Jurema, Lagoa do Barro do Piauí, Nova Santa Rita, Pajeú do Piauí, Pedro Laurentino, Ribeira do Piauí, São Braz do Piauí, São João do Piauí, São Lourenço do Piauí, Tamboril do Piauí i Várzea Branca.
La seu episcopal era la ciutat de São Raimundo Nonato, on es trobava la catedral de Sant Ramón Nonat.
El territori s'estenia sobre 39.051 km² i està dividit en 29 parròquies.

## Història
La prelatura territorial de São Raimundo Nonato va ser erigida el 17 de desembre de 1960 en virtut de la butlla Cum venerabilis del papa Joan XXIII, prenent el territori de la prelatura territorial de Bom Jesus do Piauí (avui bisbat de Bom Jesus do Gurguéia).
El 3 d'octubre de 1981 la prelatura territorial va ser elevada a diòcesi per la butlla Institutionis propositum del papa Joan Pau II.
El 27 de febrer de 2008 cedí els municipis de Paes Landim i Socorro do Piauí al bisbat de Oeiras.

## Cronologia episcopal
- Amadeu González Ferreiros, O. de M. † (23 de desembre de 1961 - 28 de desembre de 1967 renuncià)
- Cândido Lorenzo González, O. de M. † (5 de desembre de 1969 - 17 de juliol de 2002 jubilat)
- Pedro Brito Guimarães (17 de juliol de 2002 - 20 d'octubre de 2010 nomenat arquebisbe de Palmas)
- João Santos Cardoso (14 de desembre de 2011 - 24 de juny de 2015 nomenat bisbe de Bom Jesus da Lapa)
- Eduardo Zielski, des del 2 de març de 2016

## Estadístiques
A finals del 2017, el bisbat tenia 187.800 batejats sobre una població de 208.000 persones, equivalent al 90,3% del total.
| any  | població | població | població | sacerdots | sacerdots       | sacerdots       | sacerdots             | diàques | religiosos | religiosos | parroquies |
| ---- | -------- | -------- | -------- | --------- | --------------- | --------------- | --------------------- | ------- | ---------- | ---------- | ---------- |
| any  | batejats | total    | %        | total     | clergat secular | clergat regular | batejats por sacerdot | diàques | homes      | dones      |            |
| 1966 | 85.000   | 89.000   | 95,5     | 10        | 5               | 5               | 8.500                 |         | 5          | 7          | 4          |
| 1970 | 128.000  | 130.000  | 98,5     | 8         | 3               | 5               | 16.000                |         | 5          | 7          | 4          |
| 1976 | 147.887  | 151.000  | 97,9     | 8         | 3               | 5               | 18.485                |         | 6          | 8          | 5          |
| 1980 | 146.000  | 153.000  | 95,4     | 13        | 9               | 4               | 11.230                |         | 5          | 9          | 6          |
| 1990 | 190.000  | 195.000  | 97,4     | 15        | 11              | 4               | 12.666                |         | 5          | 18         | 8          |
| 1999 | 185.000  | 186.000  | 99,5     | 13        | 10              | 3               | 14.230                |         | 3          | 18         | 8          |
| 2000 | 185.000  | 187.000  | 98,9     | 14        | 10              | 4               | 13.214                |         | 4          | 19         | 8          |
| 2001 | 170.000  | 175.169  | 97,0     | 19        | 16              | 3               | 8.947                 |         | 3          | 19         | 8          |
| 2002 | 171.000  | 176.000  | 97,2     | 17        | 13              | 4               | 10.058                |         | 4          | 18         | 8          |
| 2003 | 156.219  | 173.576  | 90,0     | 15        | 11              | 4               | 10.414                |         | 4          | 19         | 9          |
| 2004 | 156.219  | 176.576  | 88,5     | 17        | 14              | 3               | 9.189                 |         | 3          | 22         | 12         |
| 2010 | 174.000  | 193.000  | 90,2     | 23        | 18              | 5               | 7.565                 |         | 5          | 37         | 16         |
| 2014 | 183.300  | 202.600  | 90,5     | 31        | 22              | 9               | 5.912                 | 8       | 9          | 35         | 28         |
| 2017 | 187.800  | 208.000  | 90,3     | 32        | 24              | 8               | 5.868                 | 8       | 9          | 24         | 29         |